# HD 70556
HD 70556，又名CD-36 4513，SAO 199119、HR 3283，是一颗恒星，视星等为5.2，位于銀經254.95，銀緯0.14，其B1900.0坐标为赤經8h 17m 34.3s，赤緯-36° 0.14′ 58″。